# Breiðablik (piłka nożna kobiet)
Breiðablik znana również pod akronimem UBK – kobieca sekcja piłki nożnej islandzkiego klubu sportowego Breiðablik, mający siedzibę w mieście Kópavogur (Region Stołeczny), w południowo-zachodniej części kraju, występujący w latach 1972–1987 i od sezonu 1989 w rozgrywkach Besta deild. 

## Historia
Chronologia nazw:
- 1950: Breiðablik

Kobieca drużyna piłkarska Breiðablik została założona w Kópavogur 12 lutego 1950 roku jako sekcja klubu sportowego Breiðablik. Po tym jak w 1972 roku oficjalnie zostały organizowane mistrzostwa kraju w piłce nożną kobiet, drużyna startowała w pierwszych rozgrywkach 1. deild, zajmując trzecie miejsce w grupie A w sezonie 1972. Klub brał udział we wszystkich edycjach najwyższej serii mistrzostw Islandii w piłce nożnej kobiet, z wyjątkiem sezonu 1988, w którym grała w 2. deild. W 1977 roku po raz pierwszy zdobył tytuł mistrza, następnie wygrywając mistrzostwo kolejne 15 razy, dominując na scenie w pierwszej połowie lat osiemdziesiątych i przez całe lata dziewięćdziesiąte. Dzięki zwycięstwu w mistrzostwach 2000 roku drużyna miała szansę wziąć udział w pierwszej edycji Pucharu UEFA Kobiet, jednak z powodu braku niezbędnych środków musiała zrezygnować, i ją zastąpił KR Reykjavík.
W 2018 i 2020 roku zdobył kolejne 17 i 18. tytuły mistrzowskie. W sezonie 2021 drużyna po raz trzynasty została zwycięzcą pucharu swego kraju.

## Barwy klubowe, strój, herb, hymn
|  |  |

Klub ma barwy zielono-białe. Piłkarki domowe spotkania zazwyczaj grają w zielonych koszulkach, białych spodenkach oraz białych getrach.

## Sukcesy

### Trofea międzynarodowe
| \| \| Zdobyte trofea w rozgrywkach międzynarodowych (stan na: 31-05-2023) \| |                                                                     |      |          |
| Rozgrywki                                                                    | Osiągnięcie                                                         | Razy | Sezon(y) |
| Liga Mistrzyń UEFA                                                           | zdobywca                                                            | 0    |          |
| Liga Mistrzyń UEFA                                                           | finalista                                                           | 0    |          |
| Liga Mistrzyń UEFA                                                           | ćwierćfinalista                                                     | 1    | 2006/07  |
| FIFA                                                                         | Zdobyte trofea w rozgrywkach międzynarodowych (stan na: 31-05-2023) |      |          |

### Trofea krajowe
| \| \| Zdobyte trofea w rozgrywkach Islandii (stan na: 28-02-2024) \| |                                                             |      | |
| Rozgrywki                                                            | Osiągnięcie                                                 | Razy | Sezon(y) |
| Mistrzostwo                                                          | I miejsce                                                   | 19   | 1977, 1979, 1980, 1981, 1982, 1983, 1990, 1991, 1992, 1994, 1995, 1996, 2000, 2005, 2001, 2015, 2018, 2020, 2024 |
| Mistrzostwo                                                          | II miejsce                                                  | 16   | 1976, 1978, 1985, 1986, 1993, 1997, 1999, 2002, 2006, 2009, 2014, 2016, 2017, 2019, 2021, 2023                   |
| Mistrzostwo                                                          | III miejsce                                                 | 9    | 1973*, 1974*, 1975*, 1984*, 1998, 2007, 2008, 2010, 2022                                                         |
| Puchar                                                               | zdobywca                                                    | 13   | 1981, 1982, 1983, 1994, 1996, 1997, 1998, 2000, 2005, 2013, 2016, 2018, 2021                                     |
| Puchar                                                               | finalista                                                   | 8    | 1986, 1992, 1999, 2001, 2006, 2009, 2022, 2023                                                                   |
| Superpuchar                                                          | zdobywca                                                    | 4    | 2014, 2016, 2017, 2019                                                                                           |
| Superpuchar                                                          | finalista                                                   | 2    | 2015, 2022 |
| Puchar Ligi                                                          | zdobywca                                                    | 8    | 1996, 1997, 1998, 2001, 2006, 2012, 2019, 2022                                                                   |
| Puchar Ligi                                                          | finalista                                                   | 5    | 2003, 2014, 2015, 2016, 2017                                                                                     |
| II liga                                                              | I miejsce                                                   | 1    | 1988 |
| II liga                                                              | II miejsce                                                  | 0    | |
| II liga                                                              | III miejsce                                                 | 0    | |
| Islandia                                                             | Zdobyte trofea w rozgrywkach Islandii (stan na: 28-02-2024) |      | |

## Poszczególne sezony

### Rozgrywki międzynarodowe

#### Europejskie puchary
Klub 6 razy uczestniczył w rozgrywkach europejskich.

### Rozgrywki krajowe
| \| Islandia \| Bilans występów klubu w rozgrywkach piłkarskich Islandii (Stan na 31 grudnia 2023 r.) \| \| |                                                                                       |        |       |   |   |   |    |    |     |                    |        |        |      |
| Poziom | Rozgrywki                                                                             | Sezony | Mecze | Z | R | P | B+ | B– | Pkt | Lata               | Awanse | Spadki | Naj. |
| I | 1. deild / Úrvalsdeild / Besta deild                                                  | 52     |       |   |   |   |    |    |     | 1972–1987, od 1989 | 0      | 1      | 1    |
| II | 2. deild / 1. deild                                                                   | 1      |       |   |   |   |    |    |     | 1988               | 1      | 0      | 1    |
| III | 2. deild                                                                              | 0      |       |   |   |   |    |    |     |                    |        |        |      |
| | Puchar Islandii                                                                       | 43     |       |   |   |   |    |    |     | od 1981            | 0      | 0      | 1    |
| | Puchar Ligi Islandzkiej                                                               | 28     |       |   |   |   |    |    |     | od 1996            | 0      | 0      | 1    |
| | Superpuchar Islandii                                                                  | 6      |       |   |   |   |    |    |     | od 2014            | 0      | 0      | 1    |
| Islandia                                                                                                   | Bilans występów klubu w rozgrywkach piłkarskich Islandii (Stan na 31 grudnia 2023 r.) |        |       |   |   |   |    |    |     |                    |        |        |      |

## Piłkarki, trenerzy, prezydenci i właściciele klubu

### Piłkarki

#### Aktualny skład zespołu
Stan na 04.07.2022:
| Nr | Poz. | Piłkarz                      |
| -- | ---- | ---------------------------- |
| 2  | OB   | Natasha Anasa                |
| 4  | PO   | Bergþóra Sól Ásmundsdóttir   |
| 5  | OB   | Hafrún Rakel Halldórsdóttir  |
| 7  | PO   | Írena Héðinsdóttir           |
| 8  | OB   | Heiðdís Lillýardóttir        |
| 10 | PO   | Clara Sigurðardóttir         |
| 12 | BR   | Telma Ívarsdóttir            |
| 13 | OB   | Ásta Eir Árnadóttir          |
| 14 | NA   | Karen Sigurgeirsdóttir       |
| 15 | NA   | Vigdís Lilja Kristjánsdóttir |
| 16 | NA   | Alexandra Jóhannsdóttir      |

| Nr | Poz. | Piłkarz                       |
| -- | ---- | ----------------------------- |
| 17 | PO   | Karitas Tómasdóttir           |
| 19 | NA   | Kristjana Sigurz (wyp. z IBV) |
| 20 | PO   | Áslaug Munda Gunnlaugsdóttir  |
| 23 | NA   | Helena Hálfdánardóttir        |
| 24 | OB   | Hildur þóra Hákonardóttir     |
| 28 | NA   | Birta Georgsdóttir            |
| 55 | BR   | Birna Kristjánsdóttir         |

### Trenerzy
...
- 202?–2021:  Vilhjálmur Kári Haraldsson i  Ólafur Pétursson
- od 2022:  Ásmundur Arnarsson i  Kristófer Sigurgeirsson

## Struktura klubu

### Stadion
Drużyna rozgrywa swoje mecze domowe w Kópavogur na stadionie Kópavogsvöllur, który może pomieścić 5.000 widzów.

## Kibice i rywalizacja z innymi klubami

### Derby
- HK Kópavogs
- Stjarnan